# Сергиенко, Оксана Николаевна
Окса́на Никола́евна Сергие́нко (укр. Оксана Миколаївна Сергієнко; род. 14 мая 1988, Харьков) — украинская поэтесса, прозаик и публицист. Лауреат Литературной премии имени Олеся Гончара (2007).

## Биография
Оксана Сергиенко окончила финансовый факультет (2010) Харковского национального экономического университета имени Семёна Кузнеца. Первые литературные произведения начала она писать в школьные годы, публиковалась в газетах и журналах, активно участвовала в молодёжных литературных конкурсах и турнирах. Работает в научно-технической библиотеке Харьковского национального экономического университета имени Семёна Кузнеца.

## Творчество
Дебютировала как поэтесса в 2003 году. Автор сборников поэзии:
- «Бруківка» (2008)
- «Містерія мрії» (2010)

Автор цикла публицистики «Повертаючись у травень», многочисленных публикаций в прессе и литературных альманахах.

## Награды и премии
Стипендиатка «МБФ Смолоскип» 2006, 2007 годов.
Лауреат Международной украино-немецкой литературной премии имени Олеся Гончара 2007 года в номинации «Журналистика» за цикл публицистики «Повертаючись у травень».

## Интервью
- Интервью сайту «Справжня Варта»
- Интервью передаче «Влада народу»